# セルヒオ・リコ
セルヒオ・リコ（スペイン語: Sergio Rico González, 1993年9月1日 - ）は、スペイン・アンダルシア州セビリア出身のサッカー選手。カタール・スターズリーグ・アル・ガラファ所属。元スペイン代表。ポジションはゴールキーパー。

## 経歴

### クラブ
2006年にセビージャFCのカンテラに入団。2011年にBチームのセビージャ・アトレティコに昇格し、2014-15シーズンにトップチームに昇格。当初はベト、マリアーノ・バルボサに次ぐ第3GKの立場だったが、シーズン開幕して間もなく両者が負傷した関係でリコにチャンスが回り、2014年9月のヘタフェCF戦で念願のトップチームデビューを果たし、見事に2-0で完封勝利。その後ベトが復帰したものの、シーズン後半戦からはリコが正GKに入り、チームは2年連続でUEFAヨーロッパリーグに決勝進出。決勝戦でFCドニプロに勝利し、ヨーロッパリーグ連覇に貢献した。その後はレギュラーを務めるなどと活躍したが、チェコ代表トマーシュ・ヴァツリークにポジションを奪われ、控えに降格。
2018年8月9日、フラムFCに1シーズンのレンタル移籍。しかしここでもマーカス・ベッティネッリとのポジション争いに敗れ、第2GKに留まる。
2019年9月1日、パリ・サンジェルマンFCへ買取オプション付きのレンタル移籍。2020年9月5日、パリ・サンジェルマンFCへ完全移籍し、2024年6月までの契約を結んだ。2022年1月21日、RCDマジョルカへシーズン終了までのレンタル移籍することが発表された。加入後はすぐにマノロ・レイナからポジションを奪取。その後も正GKとして出場を続けていたが、チームの状況が変わらず上向かなかったことから、終盤は再びレイナにポジションを譲り、この年の出場は14試合に留まった。
2024年9月29日、リコはカタール・スターズリーグのクラブであるアル・ガラファに移籍しました。 彼はAFCチャンピオンズリーグ・エリートのアル・アインとのリーグステージ戦で492日ぶりに初出場し、ホームで4–2の勝利を収めました。

### 代表
カンテラ時代にもユース代表に選出されたことのなかったが、2015年5月のUEFA EURO 2016予選でスペイン代表に初招集される。

## 個人成績
| クラブ     | シーズン | リーグ         | リーグ戦 | リーグ戦 | カップ戦 | カップ戦 | 国際大会 | 国際大会 | その他 | その他 | 合計 | 合計 |
| クラブ     | シーズン | リーグ         | 出場     | 得点     | 出場     | 得点     | 出場     | 得点     | 出場   | 得点   | 出場 | 得点 |
| ---------- | -------- | -------------- | -------- | -------- | -------- | -------- | -------- | -------- | ------ | ------ | ---- | ---- |
| セビージャ | 2014-15  | プリメーラ     | 21       | 0        | 5        | 0        | 11       | 0        | 0      | 0      | 37   | 0    |
| セビージャ | 2015-16  | プリメーラ     | 34       | 0        | 5        | 0        | 6        | 0        | 0      | 0      | 45   | 0    |
| セビージャ | 2016-17  | プリメーラ     | 35       | 0        | 1        | 0        | 8        | 0        | 3      | 0      | 47   | 0    |
| セビージャ | 2017-18  | プリメーラ     | 24       | 0        | 6        | 0        | 10       | 0        | 0      | 0      | 40   | 0    |
| セビージャ | 2018-19  | プリメーラ     | 0        | 0        | 0        | 0        | 1        | 0        | 0      | 0      | 1    | 0    |
| セビージャ | 通算     | 通算           | 114      | 0        | 17       | 0        | 36       | 0        | 3      | 0      | 170  | 0    |
| フラム     | 2018-19  | プレミアリーグ | 29       | 0        | 0        | 0        | -        | -        | 3      | 0      | 32   | 0    |
| フラム     | 通算     | 通算           | 29       | 0        | 0        | 0        | -        | -        | 3      | 0      | 32   | 0    |
| PSG        | 2019-20  | リーグ・アン   | 2        | 0        | 3        | 0        | 3        | 0        | 2      | 0      | 10   | 0    |
| PSG        | 2020-21  | リーグ・アン   | 10       | 0        | 3        | 0        | 0        | 0        | 0      | 0      | 13   | 0    |
| PSG        | 通算     | 通算           | 12       | 0        | 6        | 0        | 3        | 0        | 2      | 0      | 23   | 0    |
| 総通算     | 総通算   | 総通算         | 155      | 0        | 23       | 0        | 39       | 0        | 8      | 0      | 225  | 0    |

## タイトル

### クラブ
セビージャFC
- UEFAヨーロッパリーグ 2014-15, 2015-16

パリ・サンジェルマンFC
- リーグ・アン 2019-20
- クープ・ドゥ・フランス 2019-20
- クープ・ドゥ・ラ・リーグ 2019-20